# Canton de Hujia
Hujia (胡家镇 ; pinyin Hú Jiā Zhèn) est un canton situé dans le Xian de Panshan de la province du Liaoning dans le Nord-Est de la république populaire de Chine.

## Géographie
Hujia est une surface plane parcourue par de multiples cours d'eau et la rivière Rǎoyáng. 

## Histoire
Hujia est un canton récent. Son origine vient de la création d'une commune qui s'appelait DongFeng en 1958 dans la banlieue de Panjin afin d'agrandir les surfaces cultivables de la région. Le nom a été remplacé en 1961 par Commune de Huija. En 1985, un redécoupage est effectué. La commune passe de 126 km2 à 169,8 km2 et se transforme ainsi en un canton.

## Économie
Le principal secteur d'activité à Hujia est le secteur agricole. En effet, la riziculture et la carcinoculture (l'élevage de crustacés)  tiennent une place très importante. 

## Légende du changement de nom

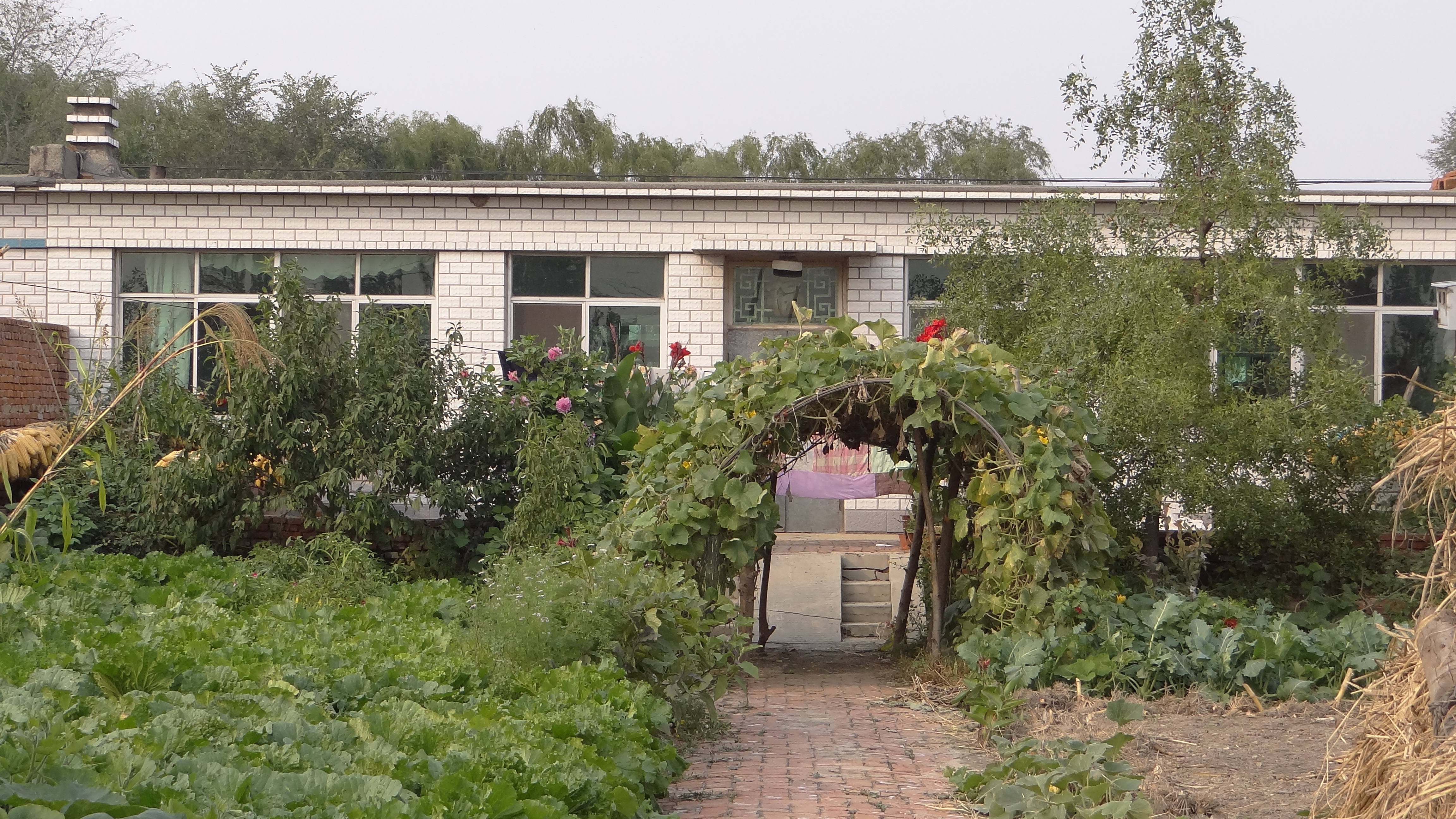
Une maison typique d'une famille d'agriculteurs dans un village de Hujia.

Il y existe une légende orale concernant le changement de nom de la commune de DongFeng en Hujia.
En 1961, la région de Panshan est victime d’inondations à répétition. Un jour, après le passage d'une grande tempête, il y a eu une importante inondation qui submergea beaucoup de villages autour de DongFeng. Mais les digues de protection de DongFeng n'allaient pas résister longtemps. Les habitants décidèrent de rentrer chez eux et attendre la fin avec leurs familles. Après une nuit d'attente et d'angoisse, les villageois ne comprenaient pas la raison pour laquelle le village était toujours là. En allant vers les digues, ils aperçurent des os et des plumes de poules qui formait un barrage et empêchait l'inondation du village. Tous les villageois ont alors pensé qu'un Esprit Renard avait élu domicile dans le village et le protégea. 
En mandarin, le renard s'appelle "huli" et la maison "jia". Après cet épisode, la commune changea de nom en Hujia dont la signification est synonyme de "la maison du renard".